# Skřípov
Skřípov település Csehországban, a Prostějovi járásban. Skřípov Úsobrno, Šubířov, Konice, Horní Štěpánov, Dzbel, Brodek u Konice és Jaroměřice településekkel határos. Lakosainak száma 332 fő (2024. január 1.).

## Népesség
A település lakosságának változását az alábbi diagram mutatja:
| Lakosok száma | 1934 | 2086 | 1653 | 612  | 440  | 346  | 330  | 337  | 326  | 332  |
|               | 1869 | 1890 | 1921 | 1950 | 1980 | 2001 | 2017 | 2019 | 2022 | 2024 |